# Stara Jošava
Stara Jošava är en ort i Kroatien.   Den ligger i länet Virovitica-Podravinas län, i den östra delen av landet, 160 km öster om huvudstaden Zagreb. Stara Jošava ligger 140 meter över havet och antalet invånare är 246.
Terrängen runt Stara Jošava är platt åt nordost, men åt sydväst är den kuperad. Runt Stara Jošava är det mycket glesbefolkat, med 3 invånare per kvadratkilometer. Närmaste större samhälle är Našice, 11,8 km öster om Stara Jošava. Omgivningarna runt Stara Jošava är en mosaik av jordbruksmark och naturlig växtlighet.